# Empedrado
Empedrado – miasto w Argentynie, w prowincji Corrientes, stolica departamentu Empedrado.
Według danych szacunkowych na rok 2010 miejscowość liczyła 9 258 mieszkańców.